# Lekkoatletyka na Letnich Igrzyskach Olimpijskich 2020 – rzut oszczepem mężczyzn
Turniej mężczyzn w rzucie oszczepem podczas XXXII Letnich Igrzysk Olimpijskich w Tokio odbył się w dniach 4-7 sierpnia 2021. Do rywalizacji przystąpiło 32 sportowców. Arena zawodów był Stadion Olimpijski w Tokio. Mistrzem olimpijskim został Hindus Neeraj Chopra, wicemistrzem Czech Jakub Vadlejch, a brąz zdobył Czech Vítězslav Veselý.
Był to 26. olimpijski konkurs rzutu oszczepem mężczyzn.

## Wprowadzenie
Organizatorzy igrzysk postanowili wyłożyć rozbieg nowoczesnym materiałem, który w założeniu miał za zadanie polepszyć warunki na turnieju. Zastosowanie nowego podłoża na najważniejszej imprezie oszczepniczej, bez jego sprawdzenia na mniej ważnych zawodach, spotkało się z krytyką części sportowców, według których materiał mógł wypaczyć wynik zawodów, szczególnie utrudniając oddanie rzutu szybkim oszczepnikom oraz zagrażał zdrowiu zawodników. W turnieju mężczyzn do wąskiego finału niezakwalifikowali się trzej najlepsi zawodnicy przedolimpijskich list światowych Johannes Vetter, Marcin Krukowski i Keshorn Walcott, którzy po zawodach protestowali przeciwko warunkom ich rozgrywania. Krytyczna wobec nawierzchni była także srebrna medalistka rzutu oszczepem kobiet Maria Andrejczyk.
Złoty medalista Neeraj Chopra został pierwszym w historii mistrzem olimpijskim w lekkoatletyce z Indii.

## Terminarz
godziny zostały podane w czasie japońskim (UTC+9) oraz polskim (CEST)
| Data            | Godzina rozpoczęcia | Godzina rozpoczęcia |                       |
| Data            | UTC+09:00           | CEST                |                       |
| --------------- | ------------------- | ------------------- | --------------------- |
| 4 sierpnia 2021 | 9:05                | 2:05                | kwalifikacje, grupa A |
| 4 sierpnia 2021 | 10:35               | 3:35                | kwalifikacje, grupa B |
| 7 sierpnia 2021 | 20:00               | 13:00               | finał                 |

## System rozgrywek
W kwalifikacjach każdy z zawodników mógł oddać trzy rzuty. Aby uzyskać awans do finału należało uzyskać minimum kwalifikacyjne - 83,50 m. Jeżeli minimum kwalifikacyjne uzyskało mniej niż 12 sportowców, to kwalifikacje uzyskiwali zawodnicy, którzy oddali najdalsze rzuty, tak aby liczba finalistów wyniosła 12.
W finale zawodnicy mogli oddać sześć z rzutów, z wyjątkiem czterech oszczepników, którzy po trzech próbach osiągnęli najniższe wyniki i byli po nich eliminowani z dalszej konkurencji. Do ostatecznego wyniku zaliczano jeden, najdalszy rzut oddany przez zawodnika w finale (rzuty w kwalifikacjach nie były brane pod uwagę).

## Rekordy
Przed rozpoczęciem zawodów aktualny rekord świata i rekord olimpijski były następujące:
| WR | Jan Železný         | 98.48 m | Jena  | 25 maja 1996     |
| OR | Andreas Thorkildsen | 90.57 m | Pekin | 23 sierpnia 2008 |

## Wyniki

### Kwalifikacje
| Pozycja | Grupa | Zawodnik            | Państwo           | 1     | 2     | 3     | Odległość | Uwagi |
| ------- | ----- | ------------------- | ----------------- | ----- | ----- | ----- | --------- | ----- |
| 1       | A     | Neeraj Chopra       | Indie             | 86.65 | —     | —     | 86.65     | Q     |
| 2       | A     | Johannes Vetter     | Niemcy            | 82.04 | 82.08 | 85.64 | 85.64     | Q     |
| 3       | B     | Arshad Nadeem       | Pakistan          | 78.50 | 85.16 | —     | 85.16     | Q     |
| 4       | B     | Jakub Vadlejch      | Czechy            | 79.27 | 78.96 | 84.93 | 84.93     | Q     |
| 5       | A     | Lassi Etelätalo     | Finlandia         | 84.50 | —     | —     | 84.50     | Q     |
| 6       | B     | Julian Weber        | Niemcy            | 84.41 | —     | —     | 84.41     | Q     |
| 7       | A     | Alexandru Novac     | Rumunia           | 83.27 | 80.90 | x     | 83.27     | q     |
| 8       | A     | Vítězslav Veselý    | Czechy            | x     | 83.04 | x     | 83.04     | q     |
| 9       | B     | Alaksiej Katkawiec  | Białoruś          | 81.08 | 81.73 | 82.72 | 82.72     | q     |
| 10      | B     | Andrian Mardare     | Mołdawia          | 80.69 | 78.95 | 82.70 | 82.70     | q     |
| 11      | A     | Pawieł Mialeszka    | Białoruś          | x     | 82.17 | 82.64 | 82.64     | q     |
| 12      | A     | Kim Amb             | Szwecja           | 82.40 | 79.87 | x     | 82.40     | q     |
| 13      | A     | Ihab Abdelrahman    | Egipt             | 81.67 | 81.92 | x     | 81.92     |       |
| 14      | A     | Edis Matusevičius   | Litwa             | 79.50 | 81.24 | 80.13 | 81.24     |       |
| 15      | B     | Anderson Peters     | Grenada           | 80.42 | 79.71 | 78.28 | 80.42     |       |
| 16      | B     | Keshorn Walcott     | Trynidad i Tobago | 76.13 | 79.13 | 79.33 | 79.33     |       |
| 17      | B     | Oliver Helander     | Finlandia         | 78.81 | x     | x     | 78.81     |       |
| 18      | A     | Gatis Čakšs         | Łotwa             | x     | 78.73 | 78.02 | 78.73     |       |
| 19      | B     | Takuto Kominami     | Japonia           | 72.56 | 78.39 | 78.07 | 78.39     |       |
| 20      | A     | Cyprian Mrzygłód    | Polska            | x     | x     | 78.33 | 78.33     |       |
| 21      | B     | Curtis Thompson     | Stany Zjednoczone | 78.20 | 78.09 | 77.89 | 78.20     |       |
| 22      | A     | Norbert Rivasz-Tóth | Węgry             | 77.76 | 77.11 | x     | 77.76     |       |
| 23      | A     | Rocco van Rooyen    | Południowa Afryka | 77.41 | 74.40 | 74.99 | 77.41     |       |
| 24      | B     | Julius Yego         | Kenia             | x     | x     | 77.34 | 77.34     |       |
| 25      | A     | Huang Shih-feng     | Chińskie Tajpej   | 76.17 | x     | 77.16 | 77.16     |       |
| 26      | A     | Toni Kuusela        | Finlandia         | 72.75 | 76.96 | x     | 76.95     |       |
| 27      | B     | Shivpal Singh       | Indie             | 76.40 | 74.80 | 74.81 | 76.40     |       |
| 28      | B     | Marcin Krukowski    | Polska            | x     | 74.65 | x     | 74.65     |       |
| 29      | B     | Odel Jainaga        | Hiszpania         | 73.11 | 70.77 | x     | 73.11     |       |
| 30      | B     | Cheng Chao-tsun     | Chińskie Tajpej   | 68.18 | 71.20 | x     | 71.20     |       |
| 31      | B     | Bernhard Seifert    | Niemcy            | x     | x     | 68.30 | 68.30     |       |
|         | A     | Michael Shuey       | Stany Zjednoczone | x     | x     | x     | NM        |       |

### Finał
| Pozycja | Zawodnik           | Państwo   | 1     | 2     | 3     | 4     | 5     | 6     | Odległość | Uwagi |
| ------- | ------------------ | --------- | ----- | ----- | ----- | ----- | ----- | ----- | --------- | ----- |
| złoto   | Neeraj Chopra      | Indie     | 87.03 | 87.58 | 76.79 | x     | x     | 84.24 | 87.58     |       |
| srebro  | Jakub Vadlejch     | Czechy    | 83.98 | x     | x     | 82.86 | 86.67 | x     | 86.67     |       |
| brąz    | Vítězslav Veselý   | Czechy    | 79.73 | 80.30 | 85.44 | x     | 84.98 | x     | 85.44     |       |
| 4       | Julian Weber       | Niemcy    | 85.30 | 77.90 | 78.00 | 83.10 | 85.15 | 75.72 | 85.30     |       |
| 5       | Arshad Nadeem      | Pakistan  | 82.40 | x     | 84.62 | 82.91 | 81.98 | x     | 84.62     |       |
| 6       | Alaksiej Katkawiec | Białoruś  | 82.49 | 81.03 | 83.71 | 79.24 | x     | x     | 83.71     |       |
| 7       | Andrian Mardare    | Mołdawia  | 81.16 | 81.73 | 82.84 | 81.90 | 83.30 | 81.09 | 83.30     |       |
| 8       | Lassi Etelätalo    | Finlandia | 78.43 | 76.59 | 83.28 | 79.20 | 79.99 | 83.05 | 83.28     |       |
| 9       | Johannes Vetter    | Niemcy    | 82.52 | x     | x     | NQ    | NQ    | NQ    | 82.52     |       |
| 10      | Pawieł Mialeszka   | Białoruś  | 82.28 | 79.34 | 78.13 | NQ    | NQ    | NQ    | 82.28     |       |
| 11      | Kim Amb            | Szwecja   | 77.22 | 78.31 | 79.69 | NQ    | NQ    | NQ    | 79.69     |       |
| 12      | Alexandru Novac    | Rumunia   | 77.03 | 79.29 | x     | NQ    | NQ    | NQ    | 79.29     |       |